# Система домінування
Домінуюча партія — партія більша за інші; вона йде на чолі всіх і досить явно дистанціюється від своїх суперників. Партія вважається домінуючою, якщо вона зберігає парламентську більшість протягом тривалого періоду політичного розвитку. Домінування — феномен впливу, а не проблема кількісного вимірювання. Противники домінуючої партії і громадяни, які відмовляються  за них голосувати, визнають її перевагу і впливовість. Домінування може збігатися як з чергуванням, як зі стабільним поділом голосів, так і з сіністрізмом. При двопартійності воно уповільнює маятниковий рух: замість чергування після кожних виборів відбувається чергування тривалих періодів. Зазвичай домінуюча партія ототожнюється з будь-якою епохою, її доктрина і методи збігаються з характеристиками епохи. Прикладами домінуючої партії є Радикальна партія в період Третьої французької республіки, СДПН в період Веймарської республіки, СПА у післявоєнній Австрії, СДРПШ в Швеції і т. д.

## По ряду думок
Система з домінуючою партією, також півторапартійна система — Домінування — партійна система, у якій тільки одна партія володіє реальною політичною владою, маючи кваліфіковану більшість у парламенті і формуючи уряд власними силами або (у ряді випадків) у складі правлячої коаліції.
Хоча опозиційні партії і дозволені законодавством, вони є
занадто слабкими або неефективними для утримання влади. На відміну від
однопартійних систем, часто бувають авторитарними, системи з домінуючою
партією можуть виникнути і всередині демократичної системи. Системи з
домінуючою партією часто піддаються критиці, так як корупція і
нечутливість до суспільних вимог помітно зростають в
умовах відсутності діяльної опозиції.
Системи з домінуючою партією (СДП) відрізняються від однопартійних систем. СДП може існувати лише в державі, в якій інші політичні партії можуть існувати, але ніколи не отримують достатньо голосів на виборах для того, щоб отримати шанс на перемогу. Однак, у багатьох СДП
опозиційні партії в тій чи іншій мірі є об'єктом офіційного тиску чи переслідувань і найчастіше мають справу з правилами і виборними
системами, спроектованими для розміщення їх у не виграшні умови, а також підтасовуються вибори.
Політичні системи ряду нинішніх і колишніх соціалістичних країн КНР, СРВ, КНДР, НДР, ЧССР, ПНР, НРБ, формально можуть бути віднесені до систем з домінуючою партією, так як в них поряд з правлячою комуністичною партією були дозволені і деякі інші. Однак у цих країнах вибори не були вільними, демократичними і конкурентними, і некомуністичні партії змушені були визнавати провідну роль компартій, так що по суті система була близька до однопартійної.
СДП часто були і є характерною ознакою недемократичних політичних режимів (аж до напівавторитарних), проте відомі приклади існування СДП при керованій демократії і навіть демократії. Так, прикладом СДП та керованої демократії може служити післявоєнна Японія, де протягом майже 40 років при формально демократичному устрої держави, формально конкурентних виборах і багатопартійної системи на виборах завжди перемагала Ліберально-демократична партія Японії, а громадяни практично не мали можливості впливати на бюрократизированную і відірвану від них владу. У той же час приклад демократичної СДП була Швеція.
До 2007 р. режим СДП і «суверенної демократії» склався в пострадянській Росії. На виборах 2003 року партія «Єдина Росія» отримала відносну більшість голосів для отримання абсолютної більшості в парламенті прийняла до складу своєї фракції депутатів, що пройшли по одномандатних округах, і перебіжчиків з інших фракцій, але для реалізації конституційних рішень їй потрібна була деяка підтримка інших партій. Після виборів 2007 року, в ході яких було прийнято низку змін у виборчому праві, збільшили виборний результат лідируючих партій, а політичний курс «Єдиної Росії» був очолений президентом В. В. Путіним, партія отримала кваліфіковану більшість, достатню для одноосібного прийняття будь-яких рішень без врахування думки опозиції, і формально не формуючи уряд, стала керівною і направляючою силою російського суспільства подібно КПРС в СРСР.